# Epiplema facilis
Epiplema facilis är en fjärilsart som beskrevs av W. Warren 1907. Epiplema facilis ingår i släktet Epiplema och familjen Uraniidae. Inga underarter finns listade i Catalogue of Life.